# Geografía del desarrollo

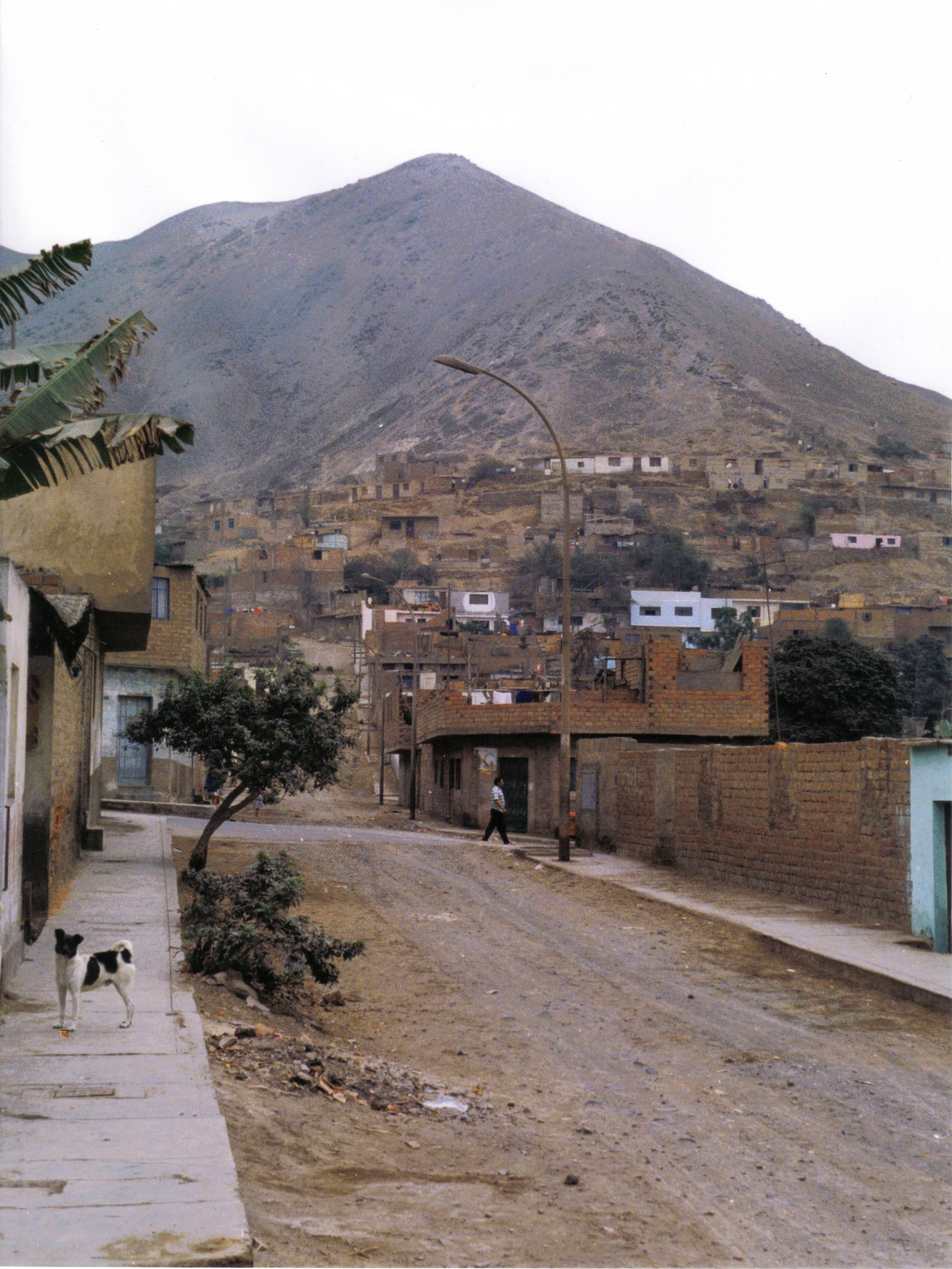
Ejemplo de geografía del desarrollo.

La geografía del desarrollo es un campo de estudio académico sobre el "desarrollo de un tipo socio-económico". No debe ser confundida con la geografía del subdesarrollo o con la geografía del desarrollo económico.
Manuel Castells confirma la existencia de una "geografía del desarrollo".

## Demarcación del área/campo (de interés) de estudio universitario
Como "geografía del desarrollo", podría reconocerse "una parte de la Geografía política ligada íntimamente al tema económico,una geografía que enfoque el problema del subdesarrollo desde un punto de vista nacional." En este sentido, la "tarea" de la "geografía del desarrollo" podría ser: "evaluar las alternativas al agudo problema del centralismo capitalino [en el caso: del Perú], los matiz
es de la regionalización, los gobiernos locales, la problemática de la demarcación política del territorio."
Otro ejemplo de demarcación/descripción entre muchos posibles: Según Prof. Dr. José Luis González Ortiz (que administra el curso "geografía del desarrollo" en la Universidad de Múrcia), la "geografía del desarrollo" incluye análisis regionales, historia incluyendo procesos de (des)colonización, relaciones internacionales, cuestiones "económicas" (evidentemente) y de interdependencia, entre otras cosas.
La "geografía del desarrollo" podría también (tal vez) ser entendida como "estudio de los factores que explican la desigualdad y las situaciones de pobreza de unos territorios frente a la opulencia de otros", abordando "implicaciones geográficas del desarrollo y la pobreza en el marco de la globalización".
(El término "Geografía del desarrollo" puede tener otras palabras complementarias, pero cambian el sentido original de la terminología. Por ejemplo, "Geografía del Desarrollo Regional y Ambiental" no es igual "geografía del desarrollo", pero tampoco a "geografía del desarrollo regional" o "ambiental".
"Geografía del desarrollo" parece diferenciarse de la "geografía para el desarrollo" (que parece sugerir alguna normatividad: "para").
Otro uso: http://www.ucm.es/info/dghum/asig35.html .